# オダマキ属
オダマキ属（オダマキぞく）は、キンポウゲ科の属の一つ。ラテン名のアキレギアやアクイレギア（Aquilegia）ということもある。本属の植物の総称がオダマキである。
英語名の 「コランバイン(Columbine)」は、ラテン語で「鳩のような」の意味。花の形が似ているといわれる。昔は「ライオン草」とも呼ばれていた。フランスでは「聖母の手袋」と呼ばれている。
オダマキは漢字で苧環を当てるが、これはもともとは機織りの際につかう苧環という糸玉に由来する。苧環はカラムシ（苧、「お」とも）、アサ（麻）、コウゾ（楮）の繊維を糸にしたときに丸めておくもので、丸みのある花の形を中が中空の苧環に連想したもの。したがって、オダマキから苧環は作らない。

## 特徴
根出葉は普通2回3出複葉で細かく分かれ、先端には丸っこい小葉がつく。茎が高く伸びるものでは、やや小型の茎葉が出る。花の外側の花弁のようなものは、じつは花弁ではなく萼である。花弁はその内側にあって、ややまとまって筒状になる。花弁の基部からは角状の距が伸び、萼の間から外に突き出る。
全草が有毒。
- 成分　プロトアネモニン（protoanemonin）
- 症状　皮膚炎（水疱）、胃腸炎、心臓麻痺。

## 栽培
オダマキは種と苗が流通し、苗は3月ごろから流通する。種蒔きの適期は2月から3月上旬。発芽率はよく、順調であれば2年目に開花する。花期は5月から6月頃。
植え替えは毎年、または1年おきに行う。適期は芽が出る直前の2月から3月の上旬。実生苗は成長に合わせて時期を問わず植え替えを行う。
株分けは、植え替えと同時に行う。古くなった根茎を、自然に分かれている部分で分ける。つながっていても、それぞれの芽に十分に根があるのならナイフなどで切り分けてもよい。その場合、切り口には癒合剤や殺菌剤を塗って保護しておく。

## 分布
日本、アジア、ヨーロッパに約70種自生し、日本のものは山野草として愛好される一方、外国産のものには品種改良が行われ、園芸植物として広く市場に出回っているものがある。日本にはヤマオダマキ、ミヤマオダマキの2種が山地から高山にかけて分布する。ミヤマオダマキはむしろ山野草として栽培される。

## 原種
- Aquilegia	barnebyi
- Aquilegia	brevistyla
- Aquilegia	buergeriana（ヤマオダマキ）
  - var. buergeriana f.  flavescens（キバナノヤマオダマキ）
  - var. oxysepala（オオヤマオダマキ）
- Aquilegia	caerulea
- Aquilegia	canadensis（カナダオダマキ）
- Aquilegia	chrysantha（キバナオダマキ）
- Aquilegia	desertorum
- Aquilegia	elegantula
- Aquilegia	eximia
- Aquilegia	flabellata（本種のvar. flabellata が狭義のオダマキ）
  - var. pumila（日本にはミヤマオダマキが分布する）
- Aquilegia	flavescens
- Aquilegia	formosa	（ニシキオダマキ）
- Aquilegia	grahamii
- Aquilegia	jonesii
- Aquilegia	karelini
- Aquilegia	laramiensis
- Aquilegia	longissima（ツメナガオダマキ）
- Aquilegia	micrantha
- Aquilegia	pubescens
- Aquilegia	saximontana
- Aquilegia	scopulorum
- Aquilegia	schockleyi
- Aquilegia	triternata
- Aquilegia	vulgarii（セイヨウオダマキ）

なお、ヒメウズはこの属に含めることがある。

## ギャラリー
- ヤマオダマキ
- オオヤマオダマキ
- セイヨウオダマキ
- カナダオダマキ